# Terryl Woolery
Terryl Lance-Joseph Woolery (* 13. November 1976 in Los Angeles) ist ein ehemaliger US-amerikanischer Basketballspieler.

## Laufbahn
In seinem Heimatland gehörte der 1,95 Meter messende Flügelspieler in der Saison 1995/96 der Hochschulmannschaft der Loyola Marymount University an, hernach spielte Woolery von 1996 bis 1998 an der California State Polytechnic University-Pomona. Er erzielte für die kalifornische Hochschulmannschaft 17,9 Punkte je Begegnung.
Kurz nach dem Beginn der Saison 2005/06 wurde er vom deutschen Zweitligisten Wolfenbüttel Dukes verpflichtet und bildete dort fortan ein erfolgreiches Gespann mit seinem Landsmann BJ Jameson. Im März 2007 gelang ihm gegen TuS Lichterfelde eine außergewöhnliche Leistung, als Woolery für Wolfenbüttel mit 18 Punkten, zehn Rebounds, elf Korbvorlagen und zehn Ballgewinnen zweistellige statistische Werte in vier Kategorien verbuchte. Nachdem er in der Saison 2006/07 im Schnitt 14,7 Punkte, 9,7 Rebounds, 6,9 Korbvorlagen sowie 3,4 Ballgewinne je Begegnung erzielt hatte, wechselte der US-Amerikaner zur Saison 2007/08 zu den Bremen Roosters, mit denen er in der neugeschaffenen 2. Bundesliga ProA antrat. Während der Spielzeit kam es zwischen Woolery und den Bremern zur Trennung, er spielte anschließend im Libanon.
Im September 2009 wurde er Trainer des Regionalligisten SG Oslebshausen. Von 2010 bis 2012 betreute er bei Bremen 1860 die 2. Herrenmannschaft und die Damen als Trainer. Im Sommer 2013 wechselte Woolery mit seinen Spielern und Spielerinnen zum Verein Ritterhude Badgers. Er wurde ebenfalls als Fitnesstrainer und Sportlehrer tätig. Als Spieler schloss er sich nach jahrelanger Pause im Januar 2016 dem Oberligisten Delmenhorster TV an. Er spielte bis 2018 in Delmenhorst und ging dann in sein Heimatland zurück.